# Cammina nel sole (singolo)
Cammina nel sole è una canzone di Gianluca Grignani. Il brano disponibile nelle piattaforme specializzate nel download digitale, anticipa l'uscita dell'album Cammina nel sole.

## Descrizione
Con questa canzone Grignani ha partecipato al Festival di Sanremo 2008, classificandosi all'ottava posizione. Nella serata dei duetti, Grignani ha eseguito il brano insieme al gruppo dei Nomadi.
Il brano ha debuttato nella classifica di iTunes alla decima posizione.

## Classifiche
| Classifica (2008) | Posizione |
| ----------------- | --------- |
| Italia            | 11        |